# Artaixès Minassian
Artaixès Minassian (en armeni: Արտաշես Մինասյան; Yerevan, 21 de gener de 1967) és un jugador d'escacs armeni, que té el títol de Gran Mestre des de 1992. Va ser el darrer Campió d'escacs de l'URSS, l'any 1991.
A la llista d'Elo de la FIDE del novembre de 2015, hi tenia un Elo de 2480 punts, cosa que en feia el jugador número 16 (en actiu) d'Armènia. El seu màxim Elo va ser de 2620 punts, a la llista de juliol de 1998 (posició 53 al rànquing mundial).

## Resultats destacats en competició

### Participació en Olimpíades d'escacs
Minassian ha participat en nou Olimpíades d'escacs, totes les disputades entre els anys 1992 i 2008, amb un resultat global de (+24, =28, -12), un 59,4% dels punts possibles, sobre 64 partides disputades. L'any 2006 l'equip armeni va aconseguir guanyar la XXXVII Olimpíada a Torí, un equip que formaven, a banda de Minassian, (que jugava de segon tauler suplent) Levon Aronian, Vladímir Akopian, Karèn Asrian, Sembat Lputian i Gabriel Sargissian. El 2008, van revalidar la medalla d'or a la XXXVIII Olimpíada a Dresden, en què Minassian era el tauler suplent d'un equip format per Aronian, Akopian, Sargissian, i Tigran L. Petrossian.

### Torneigs
En Minassian ha guanyat el Campionat d'Armènia en sis ocasions, els anys 1990, 1992, 1993, 1995, 2004 i 2006, i ha estat subcampió el 2008. També ha estat un cop Campió de l'URSS, l'any 1991, quan va empatar al primer lloc amb Elmar Maguerramov, i el va superar al matx de desempat
El 1994 empatà al primer lloc amb Loek van Wely al World Open de Filadèlfia amb 7½/9 punts, i guanyà el torneig al desempat.
El 1998 va guanyar el Campionat Obert de Nova York, i quedà empatat al segon lloc a l'Obert d'escacs de Cappelle-la-Grande (el campió fou Ígor Glek).
A les darreries de 2005, va participar en la Copa del món de 2005 a Khanti-Mansisk, un torneig classificatori per al cicle del Campionat del món de 2007, on tingué una mala actuació i fou eliminat en primera ronda per Loek van Wely.

### Força de joc
D'acord amb Chessmetrics, en el seu millor moment, el novembre de 1992, el joc de Minassian equivaldria a un Elo de 2678, i seria el 39è millor jugador mundial en aquella data. La seva millor actuació individual es produí al Campionat de l'URSS de 1991, on hi puntuà 8.5 sobre 11 (un 77%) contra una oposició de 2639
El desembre de 2009, li fou atorgat el títol de "Mestre Honorífic de l'Esport de la República d'Armènia".

## Partides notables
- Kateryna Lahno vs Artaixès Minassian, 6è Aeroflot Festival 2007, Defensa Caro-Kann, variant clàssica (B18), 0-1
- Artaixès Minassian vs Tigran Nalbandian, Campionat d'Armènia 2008, Atac Nimzo-Larsen, Variant Moderna (A01), 1-0
- Artaixès Minassian vs Loek Van Wely, Filadèlfia 1994, Defensa Pirc, Variant Byrne (B07), 1-0